# Liste der Biografien/Mals
Liste der Biografien |
Portal Biografien |
Personensuche
# |
A |
B |
C |
D |
E |
F |
G |
H |
I |
J |
K |
L |
M |
N |
O |
P |
Q |
R |
S |
T |
U |
V |
W |
X |
Y |
Z |
?
 
Ma |
Mb |
Mc |
Md |
Me |
Mf |
Mg |
Mh |
Mi |
Mj |
Mk |
Ml |
Mm |
Mn |
Mo |
Mp |
Mq |
Mr |
Ms |
Mt |
Mu |
Mv |
Mw |
Mx |
My |
Mz
 
Maa |
Mab |
Mac |
Mad |
Mae |
Maf |
Mag |
Mah |
Mai |
Maj |
Mak |
Mal |
Mam |
Man |
Mao |
Map |
Maq |
Mar |
Mas |
Mat |
Mau |
Mav |
Maw |
Max |
May |
Maz
 
Mala |
Malb |
Malc |
Mald |
Male |
Malf |
Malg |
Malh |
Mali |
Malj |
Malk |
Mall |
Malm |
Maln |
Malo |
Malp |
Malq |
Malr |
Mals |
Malt |
Malu |
Malv |
Malw |
Maly |
Malz
Die Liste der Biografien führt alle Personen auf, die in der deutschsprachigen Wikipedia einen Artikel haben. Dieses ist eine Teilliste mit 43 Einträgen von Personen, deren Namen mit den Buchstaben „Mals“ beginnt.

## Mals

### Malsa
- Malsack-Winkemann, Birgit (* 1964), deutsche Juristin, Richterin und Politikerin (AfD)Birgit Malsack-Winkemann (* 1964)

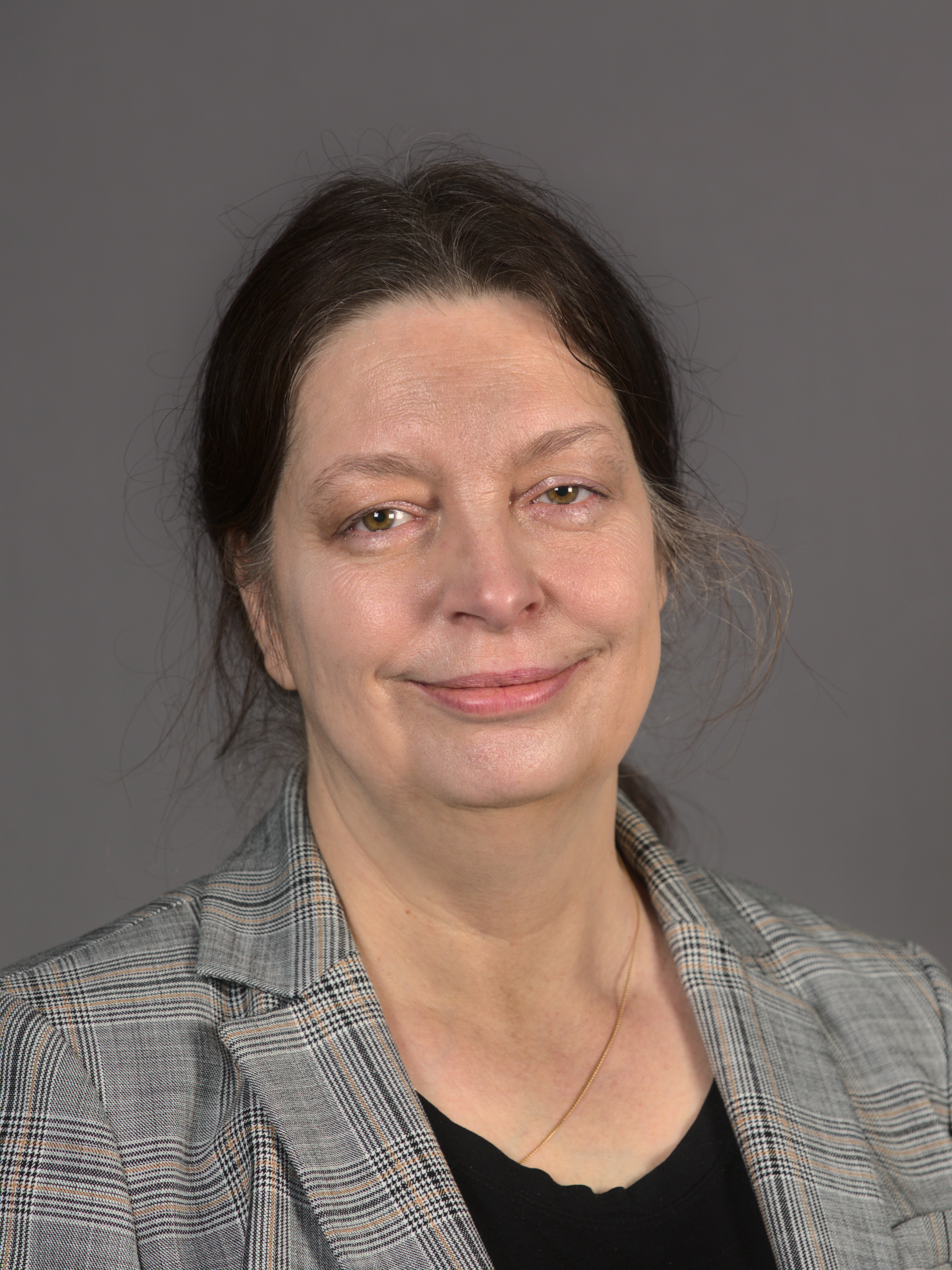
Birgit Malsack-Winkemann (* 1964)

### Malsb
- Malsbender, Herbert (1914–2003), deutscher Schauspieler und Hörspielsprecher
- Malsburg, Adam Eckenbrecht von der (1656–1708), Hessen-Kasseler Staatsbeamter und Politiker
- Malsburg, August Carl von der (1705–1766), Hessen-kasselscher Generalleutnant
- Malsburg, Carl Otto Johann von der (1742–1821), deutscher Diplomat, Prinzenerzieher und Abgeordneter
- Malsburg, Christoph von der (* 1942), deutscher Physiker, Neurobiologe und Hochschullehrer
- Malsburg, Ernst von der (1786–1824), deutscher Schriftsteller, Dichter, Übersetzer, Jurist und Gesandter
- Malsburg, Hans von der (1831–1908), deutscher Rittergutsbesitzer und Politiker
- Malsburg, Heinrich von der (1775–1847), Oberforstmeister, Mitglied der kurhessischen Ständeversammlung
- Malsburg, Hermann von der († 1557), landgräflich-hessischer Rat und Marschall
- Malsburg, Karl-Otto von der (1790–1855), deutscher Offizier, Gutsbesitzer und Kunstmäzen
- Malsburg, Kurt von der (1836–1906), preußischer Offizier, Mitglied des Provinziallandtages der Provinz Hessen-Nassau
- Malsburg, Otto Heinrich von der (1835–1921), Legationssekretär, Mitglied des Provinziallandtages der Provinz Hessen-Nassau
- Malsburg, Otto von der (1802–1867), Oberforstmeister, Mitglied der kurhessischen Ständeversammlung
- Malsburg, Philipp von der (1745–1796), Hessen-kasselscher Major
- Malsburg, Raban von der (1946–2011), deutscher Kunsthistoriker und baden-württembergischer Kommunalpolitiker (CDU)
- Malsburg, Wilhelm von der (1780–1857), Oberhofmarschall, Mitglied der kurhessischen Ständeversammlung

### Malsc
- Malsch, Arne (* 1972), deutscher Sportjournalist und ehemaliger Basketballspieler
- Malsch, Carl (1916–2001), deutscher lutherischer Geistlicher, Studentenpfarrer in Hamburg, Propst in Jerusalem, Hauptpastor in Hamburg
- Malsch, Jakob (1809–1896), Oberbürgermeister der Stadt Karlsruhe
- Malsch, Johann Caspar (1673–1742), deutscher Geschichtsschreiber und Rektor des Gymnasiums Illustre Karlsruhe
- Malsch, Johannes (1902–1956), deutscher Physiker und Hochschullehrer
- Malsch, Marcus (* 1978), deutscher Politiker (CDU), MdLMarcus Malsch (* 1978)

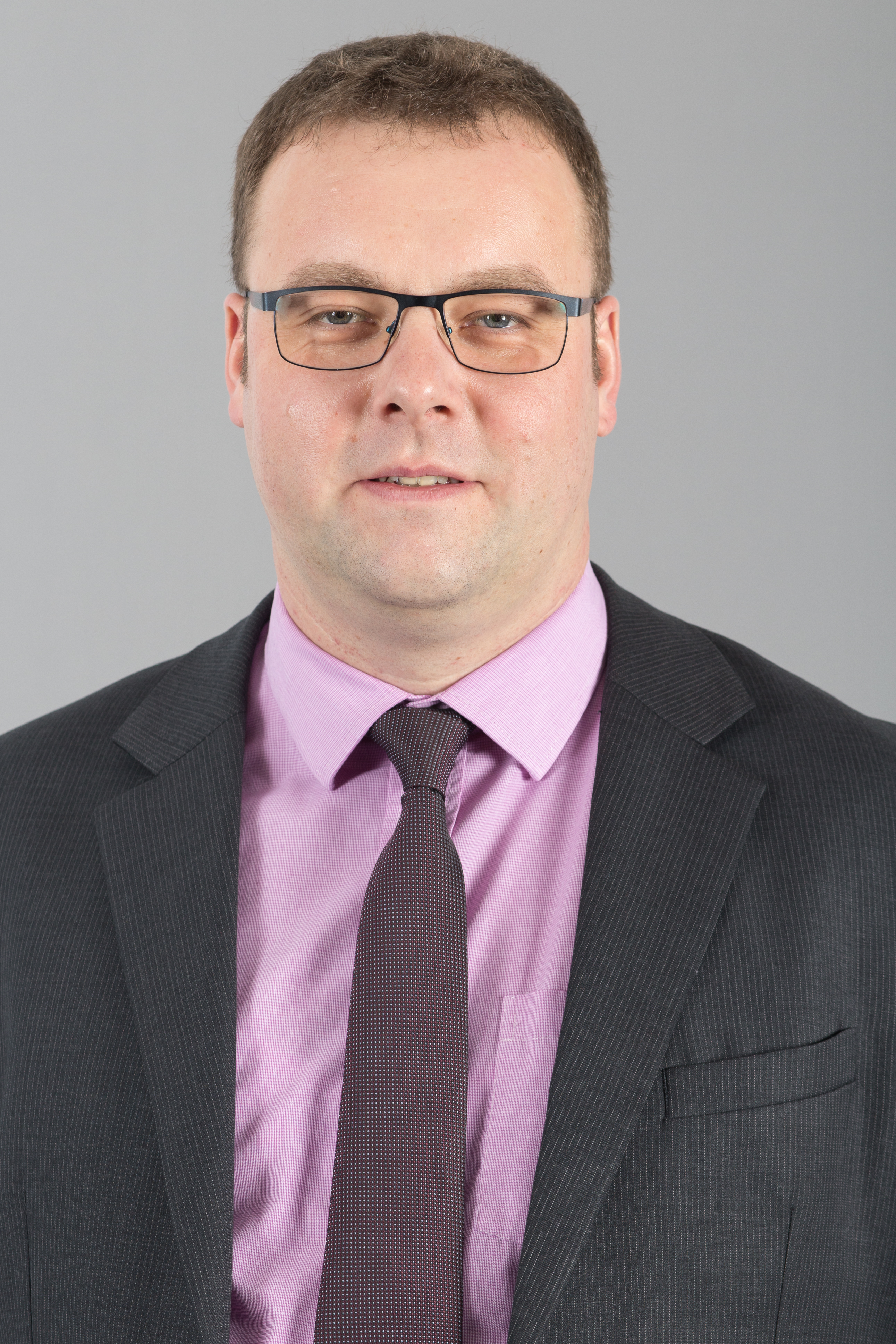
Marcus Malsch (* 1978)

- Malsch, Thomas (* 1946), deutscher Soziologe
- Malschina, Sofja Rachimowna (1921–2010), sowjetische Sprinterin
- Malschitzki, Alexander von (1814–1876), deutscher Beamter und Abgeordneter
- Malschitzky, Johann Mathias von (1737–1814), preußischer Generalmajor, Chef des Infanterieregiments Nr. 28
- Malschitzky, Peter Ewald von (1731–1800), Inhaber des Kürassierregiment K 2, preußischer Generalmajor, 1792 Ritter des Orden Pour le Mérite

### Malse
- Malseed, Shannon (* 1994), australische Radsportlerin
- Malsen, Konrad Adolf von (1792–1867), deutscher Diplomat
- Malsen, Wilhelm von (1872–1900), deutscher Kolonialbeamter
- Malsen-Ponickau, Johann-Erasmus von (1895–1956), deutscher SS-Führer und Polizist zur Zeit des Nationalsozialismus
- Malsen-Tilborch, Marie-Gabriele von, deutsche Diplomatin
- Malsen-Waldkirch, Konrad von (1869–1913), deutscher Gutsbesitzer und Politiker (Zentrum), MdR

### Malsi
- Malsiner, Jessica (* 2002), italienische Skispringerin
- Malsiner, Lara (* 2000), italienische Skispringerin
- Malsiner, Manuela (* 1997), italienische Skispringerin
- Malsius, Johannes († 1594), deutscher evangelischer Geistlicher, Hofprediger in Wolfenbüttel
- Malsius, Simon (1585–1648), deutscher Jurist und Kanzler

### Malsk
- Malskat, Lothar (1913–1988), deutscher Maler und Kunstfälscher

### Malso
- Malson, Lucien (1926–2017), französischer Jazzautor und Journalist

### Malss
- Malß, Carl (1792–1848), deutscher Dichter, Architekt und Theaterdirektor

### Malsy
- Malsy, Victor (* 1957), deutscher Typograf, Grafikdesigner, Buchgestalter, Autor und Hochschullehrer